# Good Faith (album de Madeon)
Albums de Madeon
Adventure
(2015)
Singles
1. All My Friends
Sortie : 31 mai 2019
2. Dream Dream Dream
Sortie : 10 juin 2019
3. Be Fine
Sortie : 16 octobre 2019

Good Faith est le deuxième album studio du DJ et producteur français Madeon, publié le 15 novembre 2019 par Columbia Records. 
L'album contient des collaborations avec Callie Day, Spoonface, Audra Mae, James the Human, Brasstracks, et the West Los Angeles Children's Choir. Avant la sortie de l'album, Madeon a "annoncé" et propulsé la sortie de l'album avec la publication de trois singles: All My Friends, Dream Dream Dream et Be Fine.

## Contexte
À la mi-2016, Madeon a déjà accompli de nombreuses choses dans sa carrière: Il a été découvert au grand public via son mashup viral "Pop Culture", a effectué une tournée avec Lady Gaga, produit des singles pour cette dernière, Coldplay, Ellie Goulding et Two Door Cinema Club  et aussi sorti son premier album Adventure ayant reçu une réception positive par le public et la critique, il a notamment obtenu la note moyenne de 72/100 sur le site Album Of The Year
Il a ensuite sorti un single, Shelter (en), avec son ami de longue date et producteur de musique électronique Porter Robinson, qui a lui aussi été reçu positivement et qui est paru dans les charts de musique dans le monde entier. 
Après sa tournée avec Porter lors du Shelter Live Tour, Hugo fit fais une pause fin 2017 et tout 2018 pour travailler sur son deuxième album. Il l'a enregistré et écrit lors ses voyages entre l'Europe et l'Amérique du Nord. 
Madeon a par la suite sorti son single "All My Friends" en mai 2019, trois ans après Shelter, qui sera suivi par deux autres singles en juillet et en octobre de la même année et il a aussi annoncé que la date de sortie de son album serait le 15 novembre 2019. 

## Inspiration
Début 2017, Hugo, sortant de la tournée du Shelter Live Tour, a estimé que le style d'écriture sincère et lyrique qu'il avait utilisé pour Shelter pourrait être intégré à sa musique sur son "projet" Madeon, et non plus simplement comme un relais pour les histoires des autres. 
Au cours de la production de Good Faith, Madeon a écouté une pléthore de musique hip hop, ainsi que des artistes comme Frank Ocean, Tyler, the Creator, Kraftwerk et Pink Floyd. Il a aussi déclaré que leur musique avait inspiré certains des styles de production de son propre album. Il cite également, fréquemment, et depuis toujours, Daft Punk et The Beatles comme des influences lourdes et constantes dans son écriture et sa production, avant même qu’il commence à écrire Good Faith . 

### Chansons
Le deuxième titre de l'album,"All My Friends", est sorti en tant que premier single de ce nouvel album en mai 2019. Madeon considère le morceau comme un hommage à toute la musique pop qu'il aime. Il compare aussi la sortie de ce titre (en tant que premier single de Good Faith) à la sortie de ses compatriotes DJ/producteurs français Daft Punk avec "One More Time", qui était le premier extrait publié de Discovery en 2001. 
Madeon a déclaré que certains titres, tels que Dream Dream Dream, avaient été finalisés au début de la production de l'album, mais qu'ils ont été retardés afin de pouvoir relier tous les aspects de l'album par thème et avec une même vision. 

## Promotion de l'album

### Singles
Le 29 mai 2019, Madeon a publié un extrait de "All My Friends", son premier single depuis Shelter. Cet aperçu a été publié sur un nouveau site Web, goodfaith.world  qui contenait une vidéo  avec en fond sonore la chanson, ainsi que des emplacements de magasins de disques dans quatre villes un peu partout dans le monde: à Los Angeles, New York, Ålesund et Nantes. Chaque magasin de disques a reçu deux exemplaires du nouveau single sur du vinyle clair 7". 
Le lendemain, le 30 mai 2019, l'audio officiel complet d'All My Friends est publié sur YouTube. 
Madeon expliqua par la suite dans de nombreuses interviews que les villes choisies pour la "chasse aux vinyles" correspondaient aux différents endroits où l'album a été produit. 

### Good Faith Radio
Le 10 juillet 2019, Madeon diffuse le premier épisode de Good Faith Radio (Une émission sur la webradio Beats Radio disponible sur Apple Music)  où il a joué pour la première fois le deuxième single de son album Good Faith « Dream Dream Dream », ainsi que d'autres chansons par d'autres artistes, y compris des musiques envoyées par ses fans, accompagnées de "fan arts" utilisés comme images d'illustrations pour certains remix eux aussi envoyés ou même créés par certains fans. Il a décrit l'émission de radio comme       " [...] un espace que je veux que nous partagions, je veux vous présenter mes choses préférées et aussi présenter une partie de l'art et des musiques incroyables que vous créez."  Parallèlement à la première diffusion à la radio, Dream Dream Dream a été diffusé sur des plateformes de streaming et une vidéo "visualiser" a été publiée sur YouTube. 

## Classements
| Classement              | Meilleur position |
| ----------------------- | ----------------- |
| Albums aux USA (iTunes) | 10                |

## Liste des chansons
Toutes les chansons sont écrites et composées par Hugo Pierre Leclercq. "Hold Me Just Because" a été co-écrit avec James Alan Ghaleb et "Heavy with Hoping" a été co-écrit avec Audra Mae.
| 1.    | Dream Dream Dream    | 3:54 |
| 2.    | All My Friends       | 3:24 |
| 3.    | Be Fine              | 3:28 |
| 4.    | Nirvana              | 2:32 |
| 5.    | Mania                | 2:32 |
| 6.    | Miracle              | 4:10 |
| 7.    | No Fear No More      | 3:15 |
| 8.    | Hold Me Just Because | 3:06 |
| 9.    | Heavy With Hoping    | 4:01 |
| 10.   | Borealis             | 4:45 |
| 35:07 |                      |      |

Remarques
- Toutes les chansons sont produites, arrangées, mixées et chantées par Hugo Leclercq .
- "All My Friends" contient des extraits de voix supplémentaires de Jackson Dean, de basse de Jake Bowman, de la guitare d'Alex Al, Rob Harris, Hal Ritson et Richard Adlam, de l'ingénierie de Tom Norris.
- "Be Fine", "Mania" et "Miracle" contient des voix de Callie Day.
- "Nirvana" présente les voix d' Elroy "Spoonface" Powell et des programmes supplémentaires de Richard Adlam et Hal Ritson.
- "No Fear No More" contient des voix du West Los Angeles Children's Choir.
- "Hold Me Just Parce" contient des contributions de James the Human et de Brasstracks.
- "Heavy with Hoping" contient les voix d'Audra Mae .
- "Borealis" présente une guitare en acier de BJ Cole .
- Avant chaque concert de Good Faith Live, Madeon a déclaré manger seulement un Oréo[16]

## Histoire de sortie
| Région(s)                      | Date             | Format(s)                                    | Label    |
| ------------------------------ | ---------------- | -------------------------------------------- | -------- |
| Mondialement                   | 15 novembre 2019 | - Téléchargement Digital - Streaming - vinyl | Columbia |
| Magasin éphémère à Los Angeles | 16 novembre 2019 | - CD                                         | Columbia |
| Mondialement                   | 19 novembre 2019 | - CD                                         | Columbia |